# برنارد مولينز
برنارد مولينز (بالإسبانية: Bernard Mullins Campbell)‏ هو لاعب كرة قدم كوستاريكي في مركز الهجوم، ولد في 5 ديسمبر 1973 في كارتاغو، كوستاريكا ‏ في كوستاريكا. شارك مع منتخب كوستاريكا لكرة القدم. أما مع النوادي، فقد لعب مع نادي سانتانيكوس أسوشيتد ونادي كارتاهينيس.

## وصلات خارجية
- برنارد مولينز على موقع الاتحاد الدولي (مؤرشف)  (الإنجليزية)
- برنارد مولينز على موقع ناشيونال فوتبول تيمز (الإنجليزية)